# Гулково
Гу́лково (рос. Гулково) — село в Кіровському районі Ленінградської області, Росія.